# Alexander Belonogoff
Alexander Belonogoff (Moura, 17 de abril de 1990) é um remador australiano, medalhista olímpico.

## Carreira
Belonogoff competiu nos Jogos Olímpicos de 2016, no Rio de Janeiro, onde conquistou a medalha de prata com a equipe da Austrália no skiff quádruplo.